# Baldwin Park (Missouri)
Baldwin Park és una població dels Estats Units a l'estat de Missouri. Segons el cens del 2000 tenia 115 habitants.

## Demografia
Segons el cens del 2000, Baldwin Park tenia 115 habitants, 41 habitatges, i 27 famílies. La densitat de població era de 634,3 habitants per km².
Dels 41 habitatges en un 39% hi vivien nens de menys de 18 anys, en un 43,9% hi vivien parelles casades, en un 19,5% dones solteres, i en un 34,1% no eren unitats familiars. En el 19,5% dels habitatges hi vivien persones soles el 9,8% de les quals corresponia a persones de 65 anys o més que vivien soles. El nombre mitjà de persones vivint en cada habitatge era de 2,8 i el nombre mitjà de persones que vivien en cada família era de 3,26.
Per edats la població es repartia de la següent manera: un 36,5% tenia menys de 18 anys, un 2,6% entre 18 i 24, un 36,5% entre 25 i 44, un 18,3% de 45 a 60 i un 6,1% 65 anys o més.
L'edat mediana era de 34 anys. Per cada 100 dones de 18 o més anys hi havia 73,8 homes.
La renda mediana per habitatge era de 40.208 $ i la renda mediana per família de 38.125 $. Els homes tenien una renda mediana de 35.000 $ mentre que les dones 17.292 $. La renda per capita de la població era de 22.489 $. Cap de les famílies i el 8,8% de la població estaven per davall del llindar de pobresa.

## Poblacions més properes
El següent diagrama mostra les poblacions més properes.